# Divlja svinja
Divlja svinja (lat. Sus scrofa), takođe poznata i kao obična divlja svinja, evroazijska divlja svinja, je vrsta iz roda svinja (Sus). Divlje svinje su bliski rođaci domaćih svinja (Sus scrofa domestica), a žive u čoporima, uglavnom oko vlažnih šuma. To je krupna divljač koja je često plen lovaca zbog svoje brojnosti. Za tu brojnost je zaslužan veliki broj mladih u leglu i nedostatak prirodnih neprijatelja. Iako po prirodi nisu agresivne, divlje svinje mogu biti opasne jer imaju velike kljove i jako su brze. Ova vrsta je sada jedan od najraširenijih sisara na svetu, kao i najrasprostranjeniji pripadnika podreda Suina. Na Crvenoj listi IUCN-a je ocenjena kao vrsta najmanje zabrinuti zbog svog širokog spektra, velikog broja i prilagodljivosti raznovrsnosnim staništima. Ona je postala je invazivna vrsta u delu svog uvedenog areala. Divlje svinje su verovatno potekle iz jugoistočne Azije tokom ranog pleistocena i nadmašile su druge vrste svinja dok su se širile po Starom svetu.
Od 1990. godine, priznato je do 16 podvrsta, koje su podeljene u četiri regionalne grupe na osnovu visine lobanje i dužine suzne kosti. Vrsta živi u matrijarhalnim društvima koja se sastoje od međusobno povezanih ženki i njihovih mladunaca (mužjaka i ženki). Potpuno odrasli mužjaci su obično usamljeni van sezone parenja. Vuk je glavni grabežljivac divlje svinje u većem delu njenog prirodnog rasprostranjenja, osim na Dalekom istoku i Malim Sundskim ostrvima, gde ga zamenjuju tigar i komodo zmaj. Divlja svinja ima dugu istoriju povezanosti sa ljudima, budući da je milenijumima bila predak većine domaćih rasa svinja i velika divljač. Veprovi su se takođe ponovo hibridizovali u poslednjih nekoliko decenija sa divljim svinjama; ovi hibridi veprova i svinje postali su ozbiljna štetočinska divljih životinja u Americi i Australiji.

## Terminologija
Kako su prave divlje svinje izumrle u Velikoj Britaniji pre razvoja modernog engleskog, isti termini se često koriste za prave divlje svinje i za svinje, posebno velike ili poludivlje. Engleska reč boar potiče od staroengleskog bar, za koje se smatra da potiče od zapadnogermanskog 'bairaz, nepoznatog porekla. Vepar se ponekad koristi posebno za označavanje mužjaka, a može se koristiti i za označavanje pripitomljenih muških svinja, posebno mužjaka koji se uzgajaju kada nisu kastrirani.
Sow, tradicionalni naziv za ženku, opet dolazi iz staroengleskog i germanskog; potiče iz proto-indoevropskog, i povezano je sa lat. sus i grčkim hus, a bliže je sa novim visokonemačkim  . Mladunci se mogu nazvati prasićima ili praščićima.
Specifičan naziv životinje scrofa je latinski za 'krmaču'.

### Lov
U lovačkoj terminologiji, nerastovi imaju različite oznake prema uzrastu:
| Oznaka                | Starost            | Slika |
| --------------------- | ------------------ | ----- |
| Prase                 | 0–10 meseci        |       |
| Mlada divlja svinja   | 10–12 meseci       |       |
| Dvogodišnjak          | Dve godine         |       |
| Vepar od 4/5/6 godina | 3–5 godina         |       |
| Šest godina           | Šest godina        |       |
| Veliki stari vepar    | Preko sedam godina |       |

## Taksonomija i evolucija
MtDNK studije pokazuju da divlja svinja potiče sa ostrva u jugoistočnoj Aziji, kao što su Indonezija i Filipini, da bi se potom proširila na kopno Evroazije i severne Afrike. Najraniji nalazi fosila ove vrste potiču iz Evrope i Azije i datiraju iz ranog pleistocena. Do kasnog vilafrankijana, S. scrofa je u velikoj meri izmestila srodnu S. strozzii, veliku, verovatno prilagođenu močvarama, pretka modernog S. verrucosus širom evroazijskog kopna, ograničavajući ga na ostrvsku Aziju. Njen najbliži divlji srodnik je bradata svinja Malake i okolnih ostrva.

## Fizičke osobine
Masa im varira u zavisnosti od godišnjih doba i klime u kojoj žive. Dok se u nekim područjima masa kreće između 75 i 115 kg kod mužjaka a kod ženki oko 75 kg, u vlažnijim i hladnijim područjima mužjaci budu teški i 175, pa i preko 200 kg, a ženke i do 140 kg. Odrasli primerci divljih svinja mogu biti visoki od 90 do 100 cm, a dugački od 120 do 160 cm.
Očnjaci su im tako postavljeni u vilici da se donji, sekači, uvek preklapaju sa gornjim, brusačima, i na taj način se oštre.
Divlja svinja ima boju krzna smeđe boje, tako da se uklapa u okolinu. Mladi, kada se oprase, imaju karakteristične uzdužne pruge koje im ostaju do drugog meseca.

## Osobine
Osobine divljih svinja: izuzetno brzo trče i dobri su plivači. Uglavnom se zadržavaju po obodima šuma gde postoje vodotoci. Vole da se kaljuže i na taj način se osvežavaju i rešavaju kožnih parazita. Za odmor koriste brlog, ali pre nego što legnu u njega prvo neko vreme sede. Način pridizanja je takav da prvo sednu osmatrajući okolinu, pa tek zatim ustaju.
Za starije je karakteristično da žive usamljeničkim životom i čoporu se priključuju samo u vreme parenja. Mladi veprovi se često nalaze u blizini čopora, ali nikada kao njegov deo. Kada se posmatra kretanje krda, uoči se da se na čelu kreće najstarija krmača.
Po načinu ishrane spadaju u svaštojede, što znači da će pored hrane biljnog porekla pojesti životinje koje uspeju uhvatiti, pa će čak jesti i strvine.

## Razmnožavanje
Ženke postaju polno zrele sa 10 meseci, a mužjaci koji mesec kasnije. Međutim, ne pare se pre navršenih 18 meseci, osim ako nije došlo do poremećaja prirodne ravnoteže.
Period teranja divlje svinje se odvija od polovine novembra do početka februara. U tom periodu može da dođe do borbi među mužjacima, jer glavna ženka obeleži teritoriju na više mesta i to je znak da će sve ženke iz čopora biti u teranju za dve nedelje. Posle borbi sa drugim mužjacima, najjači vepar ostaje sa čoporom oko mesec dana i za to vreme upari sve ženke iz čopora. Posle tog perioda se vraća usamljeničkom životu.

## Literatura
- Jokelainen, P.; Näreaho, A.; Hälli, O.; Heinonen, M.; Sukura, A. (2012). „Farmed wild boars exposed to Toxoplasma gondii and Trichinella spp.”. Veterinary Parasitology. 187 (1–2): 323—327. PMID 22244535. doi:10.1016/j.vetpar.2011.12.026.

- Cabanau, Laurent (2001). The Hunter's Library: Wild Boar in Europe. Könemann. ISBN 978-3-8290-5528-4.
- Marsan, Andrea; Mattioli, Stefano (2013). Il Cinghiale (на језику: италијански). Il Piviere (collana Fauna selvatica. Biologia e gestione). ISBN 978-88-96348-178.
- Scheggi, Massimo (1999). La bestia nera: Caccia al cinghiale fra mito, storia e attualità (на језику: италијански). Editoriale Olimpia (collana Caccia). ISBN 978-88-253-7904-4.
- Apollonio, Marco; Randi, Ettore; Toso, Silvano (1988). „The systematics of the wild boar ( Sus scrofa L.) in Italy”. Bolletino di Zoologia. 55 (1–4): 213—221. doi:10.1080/11250008809386619.
- Carden, R.F. (2012) "Review of the Natural History of Wild Boar (Sus scrofa) on the island of Ireland", Report prepared by Ruth Carden for the Northern Ireland Environment Agency, Northern Ireland, UK, National Parks & Wildlife Service, Department of Arts, Heritage and the Gaeltacht, Dublin, Ireland and the National Museum of Ireland – Education & Outreach Department.
- Durantel, P. (2007). Le sanglier et ses chasses. Editions Artemis. ISBN 2844166032.
- Greene, J. (2011). The Golden-Bristled Boar: Last Ferocious Beast of the Forest. University of Virginia Press. 2011. ISBN 0-8139-3103-7.
- Marillier, B. (2003). Le sanglier héraldique. Editions Cheminements. ISBN 2844781845.
- Mayer, J. J. & Shedrow, C. B. (2007), Annotated Bibliography of the Wild Pig (Sus scrofa): Environmental Information Document, Washington Savannah River Company
- Padiglione, V. (1989), Il cinghiale cacciatore: Antropologia simbolica della caccia in Sardegna, Armando Editore (collana Antropologia culturale)
- Ronald M. Nowak (1999), Walker's Mammals of the World (на језику: енглески) (6th изд.), Baltimore: Johns Hopkins University Press, ISBN 978-0-8018-5789-8, LCCN 98023686

## Spoljašnje veze
- : „Sve što treba da znate o divljim svinjama“ (језик: енглески)
- : galerija i opis (језик: енглески)
- : divlje svinje (језик: енглески)
- Новости везане за чланак Divlja svinja на Викиновостима
- BBC profile
- „Boar, Wild”. Encyclopaedia Britannica. 3 (9th изд.). 1878.